# 二甲氨苯酸戊酯
二甲氨苯酸戊酯，俗称帕地马酯A（英語：Padimate A）是一种有机化合物，常用于防晒霜中。其为对氨基苯甲酸（PABA）的衍生物。其芳环等大共轭体系能吸收紫外线，由此达到防晒效果。其化学结构和行为和工业中的自由基发生剂相似.。1989年欧洲未说明原因下撤回了其用于防晒霜的用途。但在美国仍被批准作为防晒剂使用。

## 光生物学
二甲氨苯酸戊酯（帕地马酯A）和二甲氨苯酸辛酯（帕地马酯O）的性质与米氏酮相似。这类化合物会促进紫外线照射细胞产生致命作用。